# 芸西 (小惑星)
芸西(2571 Geisei)は、1981年10月23日に関勉が高知県芸西村で発見した小惑星である。発見地の芸西村にちなんで命名された。